# Deroceras cazioti
Deroceras cazioti is een slakkensoort uit de familie van de Agriolimacidae. De wetenschappelijke naam van de soort is voor het eerst geldig gepubliceerd in 1896 door Pollonera.